# Euxoa exculta
Euxoa exculta là một loài bướm đêm trong họ Noctuidae.